# 慕情 (中島みゆきの曲)
「慕情」（ぼじょう）は、2017年8月23日に発売された中島みゆき45作目のシングル。

## 解説
表題曲は、テレビ朝日系『帯ドラマ劇場・やすらぎの郷』の主題歌として制作された楽曲。続編にあたる『やすらぎの刻〜道』の主題歌としても、「離郷の歌/進化樹」と一緒に使用されている。
オファーされた際に中島は、「この度は「やすらぎの郷」の主題歌を、とのお話をいただきまして、心から「嬉しいわぁ!」と、感激いたしました。だって、倉本さんの脚本ですもの。で、その後で心から「困ったわ!」と、戦慄いたしました。倉本さんがね。ひと言ひと言を、命を削るようにして紡いでいらっしゃるんですから。そこへ徒（あだ）や疎かな歌詞など書いてはならない……と思えば思うほど、もう、冷や汗がダダ流れなお仕事でした」と、語っている。また、作品の仕上げがちょうど「夜会」の長期公演の時期と重なってしまったため、「締め切りをさんざん伸ばしていただきまして、申し訳ないことでした」とも語っている。
カップリング曲「人生の素人(しろうと)」は、同ドラマの挿入歌である。 

## 収録曲
全曲 作詞・作曲：中島みゆき／編曲：瀬尾一三
1. 慕情 [6:56]
2. 人生の素人(しろうと) [4:53]
3. 慕情（TV MIX）
4. 人生の素人(しろうと)（TV MIX）